# Мои первые увлечения
«Мои первые увлечения», в некоторых источниках — «Мои маленькие влюбленности», «Мои маленькие влюбленные» (фр. Mes Petites Amoureuses) — французский фильм-драма режиссёра Жана Эсташа 1974 года. Сценарием послужила поэма французского поэта Артюра Рембо.

## Сюжет
Даниэль ещё ребёнок. Он живёт в деревне вместе с бабушкой, болтается без дела со своими друзьями. Окончив среднюю школу, Даниэль мог бы продолжить обучение в колледже. Но его мать, чувствуя, что не сможет оплатить обучение, заставляет Даниэля приехать к ней в Нарбон, где мальчик сможет работать. В том городе и начинается новая взрослая жизнь Даниэля. Когда он приезжает обратно к бабушке, то заметно, что Даниэль вырос быстрее, чем его друзья-сверстники.

## В ролях
- Мартин Лоб — Даниэль
- Жаклин Дюфранн — бабушка
- Ингрид Кавен — мать
- Анри Мартинес — Генри Рамос
- Морис Пиала — друг Генри
- Пьер Эдельман — Луи
- Жан Эсташ — человек на скамейке

## Награды
- 1975: номинация «Золотой приз» на ММКФ